# Tymowa (gromada w powiecie wołowskim)
Tymowa – dawna gromada, czyli najmniejsza jednostka podziału terytorialnego Polskiej Rzeczypospolitej Ludowej w latach 1954–1972.
Gromady, z gromadzkimi radami narodowymi (GRN) jako organami władzy najniższego stopnia na wsi, funkcjonowały od reformy reorganizującej administrację wiejską przeprowadzonej jesienią 1954 do momentu ich zniesienia z dniem 1 stycznia 1973, tym samym wypierając organizację gminną w latach 1954–1972.
Gromadę Tymowa z siedzibą GRN w Tymowej utworzono – jako jedną z 8759 gromad na obszarze Polski – w powiecie wołowskim w woj. wrocławskim, na mocy uchwały nr 31/54 WRN we Wrocławiu z dnia 2 października 1954. W skład jednostki wszedł obszar dotychczasowej gromady Tymowa i przysiółek Chełmek Wołowski (wsi Chełmek Wołowski) z dotychczasowej gromady Przychowa ze zniesionej gminy Ścinawa oraz obszar dotychczasowej gromady Dziesław ze zniesionej gminy Chobienia – w tymże powiecie, a także obszar dotychczasowej gromady Toszowice ze zniesionej gminy Rynarcice w powiecie lubińskim w tymże województwie. Dla gromady ustalono 18 członków gromadzkiej rady narodowej.
1 stycznia 1960 do gromady Tymowa włączono wsie Wądroże, Kliszów i Radomiłów ze zniesionej gromady Górzyn w tymże powiecie.
Gromada przetrwała do końca 1972 roku, czyli do kolejnej reformy gminnej.